# Granowiec (gmina)
Granowiec (od 1946 Sośnie) – dawna gmina wiejska istniejąca w latach 1934–1946 w woj. poznańskim (dzisiejsze woj. wielkopolskie). Siedzibą władz gminy był Granowiec.
Gmina zbiorowa Granowiec została utworzona 1 sierpnia 1934 roku w powiecie ostrowskim w woj. poznańskim z dotychczasowych jednostkowych gmin wiejskich: Bógdaj, Cieszyn, Czesławice, Dobrzec, Granowiec, Janisławice, Kałkowskie, Kocina, Konradów, Marjak, Młynik, Sośnie i Szklarka (oraz z obszarów dworskich położonych na tych terenach lecz nie wchodzących w skład gmin). 1 kwietnia 1939 roku do gminy Granowiec przyłączono część obszaru gminy Czarnylas a część obszaru gminy Granowiec przyłączono do gmin Odolanów i Czarnylas.
Gminę Granowiec zniesiono w 1946 roku, po czym utworzono natomiast jej terytorialny odpowiednik – gminę Sośnie z siedzibą władz w Sośniach.